# Stephen Hicks
Stephen Ronald Craig Hicks, né le 19 août 1960, est un philosophe canado-américain. Il enseigne à l'université de Rockford, où il dirige également le Centre pour l'éthique et l'entrepreneuriat.

## Carrière
Hicks a obtenu son baccalauréat des arts avec félicitation en 1981, et sa maîtrise des arts à l'Université de Guelph, ainsi que son doctorat en philosophie en 1991 à l'Université de l'Indiana à Bloomington. Sa thèse de doctorat était une défense du fondationnalisme.
Hicks est l'auteur de six livres et d'un documentaire. Explaining Postmodernism: Skepticism and Socialism from Rousseau to Foucault  soutient que le postmodernisme doit être mieux compris comme une stratégie rhétorique de la gauche universitaire développée en réaction à l'échec du socialisme, du communisme et du libéralisme.
De plus, Hicks publie des articles et des essais sur différents sujets, notamment l'entrepreneuriat, la liberté d'expression dans le monde universitaire, l'histoire et le développement de l'art moderne,, l'objectivisme de la philosophe Ayn Rand, l'éthique des affaires et la philosophie de l'éducation.
Certains de ses sujets abordés sont présents dans une série de conférences sur YouTube.
Hicks est également co-éditeur, avec David Kelley, d'un manuel de pensée critique, The Art of Reasoning: Readings for Logical Analysis (WW Norton & Co., deuxième édition, 1998), Entrepreneurial Living with Jennifer Harrolle (CEEF, 2016)., Liberalism Pro and Con (Connor Court, 2020), Art: Modern, Postmodern, and Beyond (avec Michael Newberry, 2021) et Eight Philosophies of Education (avec Andrew C. Colgan, à paraître, 2023).

## Travaux notoires

### Nietzsche and the Nazis
Hicks est surtout connu pour son documentaire et son livre, Nietzsche and the Nazis, qui examine les racines idéologiques et philosophiques du nazisme, en particulier comment les idées de Friedrich Nietzsche ont été détournées de leurs significations originelles par Adolf Hitler et les nazis pour justifier leurs croyances et leurs pratiques,. Celui-ci est sorti en 2006 sous forme de documentaire vidéo puis en 2010 sous forme de livre.

### Explaining Postmodernism
Hicks est également connu pour Explaining Postmodernism.  Steven M. Sanders, professeur émérite de philosophie au Bridgewater State College, écrit :

« With clarity, concision, and an engaging style, Hicks exposes the historical roots and philosophical assumptions of the postmodernist phenomenon. More than that, he raises key questions about the legacy of postmodernism and its implications for our intellectual attitudes and cultural life. »

D'un autre côté, Matt McManus, professeur en sociologie à l'Université de Calgary, critique Explaining Postmodernism comme puisqu'il déformerait une grande partie de la philosophie occidentale en étant « pleine d'erreurs de lecture, de suppositions, d'hyperboles rhétoriques et même d'erreurs factuelles flagrantes ». McManus rajoute :

« Hicks completely misinterprets Lyotard’s quotation about Saddam Hussein in his 1997 book Postmodern Fables. Lyotard claims that, “Saddam Hussein is a product of Western departments of state and big companies,” which Hicks interprets to mean that Hussein is a “victim and spokesman for victims of American imperialism the world over.” In fact, Lyotard’s essay discusses the early support Hussein received from the American government during his prolonged war against Iran in the 1980s. These interpretive problems immediately make one suspicious that this book may be less about explaining postmodernism in a liberal and charitable way and more about lumping together and dismissing all forms of left-wing criticism that may owe an intellectual debt to continental European thought. »